# Mon pire cauchemar
Pour plus de détails, voir Fiche technique et Distribution.
Mon pire cauchemar est un film franco-belge réalisé par Anne Fontaine et sorti en 2011.

## Synopsis
Agathe, une galeriste d’art stricte, vit à Paris avec son compagnon François, éditeur, et leur fils adolescent Adrien. Agathe est préoccupée par les mauvais résultats scolaires d’Adrien. Lors d'une réunion parents-professeurs, elle rencontre Patrick, le père d’un camarade d’Adrien, Tony. À l’opposé de François, Patrick est un ouvrier vulgaire et bon vivant, ce qui intrigue François, qui l’engage pour rénover leur appartement, au grand désespoir d’Agathe. Malgré leurs différends fréquents, Agathe finit par se prendre d’affection pour Tony, qu’elle perçoit comme une bonne influence sur Adrien.
Par l’intermédiaire de Patrick, François rencontre Julie, une jeune assistante sociale que Patrick essayait de séduire. François entame une liaison avec Julie et quitte Agathe. Pendant ce temps, le renvoi d'Adrien est acté d'ici la fin de l'année scolaire pour des trafics de forfaits téléphoniques et la falsification de ses copies, ce qui expliquait ses bonnes notes. Patrick regrette d’avoir encouragé François à partir et se rend à une exposition d’Agathe, et ils finissent par coucher ensemble. Lorsque les services sociaux interrogent Patrick sur la garde de Tony, Agathe se fait passer pour sa compagne pour l’aider.
Après que François réalise qu’il n’est pas à sa place dans le style de vie effréné de Julie, il revient demander Agathe en mariage. Elle refuse et lui avoue avoir couché avec Patrick. Alors que Patrick et Agathe se rapprochent peu à peu, leur relation est mise à l’épreuve lorsqu’Agathe exclut Patrick d’un dîner important ; ivre, Patrick revient ensuite créer un scandale pendant le repas. Le lendemain, les services sociaux découvrent que la situation familiale est instable et que Patrick a disparu. Ils décident de placer Tony en famille d’accueil.
Agathe part chercher Patrick chez son demi-frère en Belgique. Patrick, rongé par la culpabilité, refuse de revenir. De retour à Paris, Agathe apprend qu’Adrien souhaite vivre avec François et Julie. Patrick revient à son tour à Paris et envisage d’emmener Tony pour fuir les services sociaux, mais Agathe lui propose un mariage blanc pour le protéger. Malgré les motivations pratiques, le couple semble heureux ensemble. Agathe offre à Patrick un portrait coûteux qu’il pourra vendre pour financer son rêve d’ouvrir un aquarium conceptuel. Mais lors d'une fête en Belgique, le portrait est abîmé, ce qui provoque une rupture entre eux.
Patrick prend alors un emploi en Belgique, promettant de changer. Plus tard, il revient, sobre et assagi, mais Agathe est d’abord indifférente à ses avances. Lorsqu’il lui rend le portrait endommagé, sa vision de lui change. Patrick inaugure son concept d' "aquarium à femmes" qu'il voulait réaliser depuis longtemps, et Agathe le rejoint à l’ouverture de l'exposition, où le portrait est exposé comme une pièce maîtresse. Le couple se réunit alors définitivement.

## Fiche technique
- Titre du film : Mon pire cauchemar[1]
- Réalisation : Anne Fontaine
- Scénario : Anne Fontaine et Nicolas Mercier
- Assistant à la réalisation : Joseph Rapp
- Producteur délégué: Philippe Carcassonne
- Producteurs : Francis Bœspflug, Bruno Pesery, Jérôme Seydoux
- Décors : Olivier Radot
- Costumes : Catherine Leterrier et Karen Muller Serreau
- Casting : Pascale Béraud
- Chorégraphe : Corinne Devaux
- Photographie : Jean-Marc Fabre
- Montage : Luc Barnier et Nelly Ollivault
- Musique : Bruno Coulais
- Ingénieurs du son : Brigitte Taillandier, Francis Wargnier, Olivier Goinard
- Régisseur général : Vincent Lefeuvre
- Scripte : Aruna Villiers
- Maquillage: Thi-Loan Nguyen et Corine Maillard
- Coiffure : Frédéric Souquet
- Pays d’origine : France, Belgique
- Productions : Ciné@, Arena Films
- Productions Étrangères : Entre chien et loup, RTBF - Radio Télévision Belge de la Communauté Française, Artémis Productions
- Coproductions : Maison de Cinéma, M6 Films, Pathé Production
- Distribution : Pathé Distribution
- Attaché de presse : André-Paul Ricci
- Exportation / Vente internationale : Pathé Distribution
- Durée : 103 minutes
- Langue : français
- Format : couleur
- Genre : comédie dramatique
- Date de sortie : 9 novembre 2011
- Budget : 11,2 M€
- Box-office France : 766 894 entrées

## Distribution
- Isabelle Huppert : Agathe Novic
- Benoît Poelvoorde : Patrick Demeuleu
- André Dussollier : François Dembreville
- Virginie Efira : Julie
- Donatien Suner : Adrien, le fils de Agathe et François
- Corentin Devroey : Tony, le fils de Patrick
- Aurélien Recoing : Thierry
- Éric Berger : Sébastien
- Philippe Magnan : Le principal
- Bruno Podalydès : Marc-Henri
- Samir Guesmi : l'employé de la DDASS
- Françoise Miquelis : La psychologue
- Jean-Luc Couchard : Milou Demeuleu
- Yumi Fujimori : la traductrice de Hiroshi Sugimoto
- Hiroshi Sugimoto : lui-même
- Émilie Gavois-Kahn : Sylvie dite Karen
- Valérie Moreau : Évelyne, la domestique
- Laurence Colussi : La deuxième mère d'élève
- Pierre Nora : Pierre (non crédité)

## Production

### Pré-production et tournage
Anne Fontaine a eu l'idée de faire le film au moment où son fils lui a présenté son meilleur ami, solitaire vivant seul avec son père. Isabelle Huppert et André Dussollier collaborent ensemble pour la première fois dans ce film. Benoît Poelvoorde a improvisé quelques scènes durant le tournage. 
Il s'agit du troisième film que la réalisatrice Anne Fontaine réalise avec Benoît Poelvoorde. Ils avaient déjà travaillé ensemble pour les films Entre ses mains et Coco avant Chanel. Le compositeur du film est Bruno Coulais, il signe la bande originale, il avait composé pour les films Les Choristes, Brice de Nice et pour les films d'Agathe Cléry.
Le tournage a eu lieu à Paris et dans la région Île-de-France.

## Critique
Le film reçoit la note de 2,3/5 par les spectateurs sur AlloCiné. Il obtient une note de 3/5 par les médias et journaux.

## Distinctions
- Festival international du film de Stockholm (Suède, 2011) : Délégation Isabelle Huppert (actrice)[7].
- Festival International du Film de Rome (Italie, 2011) : Délégations Isabelle Huppert (actrice) et Anne Fontaine (réalisatrice)[8].
- Panorama du cinéma français en Chine (Chine, 2012) : Sélection de films français (hors compétition)[9].
- Festival du Film Francophone d'Athènes (Grèce, 2012) : Sélection de films français[10].
- Festival international du film de Stockholm (Suède, 2011) : Section « Spot Light »[7].
- Festival du film de Gand (Belgique, 2011) : Film d'Ouverture[11].
- Festival du Film Francophone d'Angoulême 2012 (Édition 5) : Nommée Anne Fontaine[12].
- Festival du Film de Sarlat 2011 (Édition 20) : Nommée dans la catégorie Prix du Public - Prix de la Ville de Sarlat : Anne Fontaine , nommée dans la catégorie Prix du Jury Jeunes : Anne Fontaine , nommée pour  le Prix des Lycéens : Anne Fontaine[13].
- Festival International du Film de Toronto 2011 (Édition 36) : Nommé dans la catégorie Prix de la Critique Internationale - « Présentations spéciales » : Anne Fontaine[14].